# المركب الرياضي لبلد الوليد
المركب الرياضي لبلد الوليد المعروف أيضا باسم الملعب الملحق بملعب خوسيه زوريلا، هو ملعب تداريب وأكاديمية لنادي كرة القدم الإسباني، ريال بلد الوليد. افتتح في 1988.